# Reazione di spostamento del gas d'acqua
La reazione di spostamento del gas d'acqua o reazione wgs (dall'inglese water-gas shift reaction) o reazione di Dussan è la reazione chimica tra monossido di carbonio e acqua che dà idrogeno e anidride carbonica:
CO + H2O → CO2 + H2
La reazione viene catalizzata da Fe2O3-Cr2O3 o altri metalli di transizione.
Fu scoperta nel 1780 da Felice Fontana. È di importanza industriale perché viene usata per produrre idrogeno di elevata purezza (dal syngas) per la sintesi dell'ammoniaca.
La reazione di spostamento del gas d'acqua viene utilizzata in combinazione ad un processo di adsorbimento della CO2 nel processo noto come sorption enhanced water gas shift, con l'obiettivo di produrre un flusso di idrogeno ad alta pressione a partire dal gas di sintesi.